# Lap Dance (film)
Lap Dance è un film del 2014, scritto e diretto da Greg Carter, basato su fatti autobiografici.

## Trama
Due giovani uniti da un grande e dolce amore che hanno l'obiettivo di arrivare a Los Angeles per realizzare i loro sogni: lei, la tenera, semplice e bella Monica, appena diplomata all'accademia d'arte, di fare l'attrice e lui, l'amorevole Kevin, di scrivere sceneggiature. Partono con tutti i risparmi di Kevin, circa 30.000 dollari, ma sono costretti ad andare in Texas, ad Houston, perché il padre di lei si è riammalato di cancro ed è incurabile. La sua assicurazione medica è limitata all'assistenza domiciliare ma Monica vuole assicurargli quella ospedaliera, che costerà decine di migliaia di dollari. Il generoso Kevin mette a disposizione i suoi 30.000 dollari che presto finiscono e i due giovani restano al verde.
Per tirare avanti Monica va a lavorare come manicure in un centro estetico dove incontra Tasha, una compagna d'accademia che, sentite le sue difficoltà, le propone di fare la ballerina di lap dance nel locale dove lavora lei, prospettandole guadagni di molte centinaia di dollari al giorno.